# یوسف کریموف
یوسف کریموف (ترکی آذربایجانی: Yusif Museib oglu Kərimov; ۲۵ اکتبر ۱۹۲۶ – ۲۹ نوامبر ۱۹۹۷) دانشمند در زمینه مهندسی برق اهل اتحاد جماهیر شوروی سوسیالیستی بود.